# José do Menino Jesus
José do Menino Jesus, O.C.D. (Jacobina, 26 de julho de 1735 - Castelões, 14 de janeiro de 1791) foi um frade e prelado da Igreja Católica português, bispo de São Luís do Maranhão e de Viseu.

## Biografia
Professou na Ordem dos Carmelitas Descalços em 1 de março de 1761. Foi mestre em teologia e examinador sinodal.
Após sua nomeação como bispo de São Luís do Maranhão em 20 de junho de 1780, foi confirmado pelo Papa Pio VI em 18 de setembro do mesmo ano e consagrado em 20 de novembro por Dom Frei Antônio Correia, O.S.A., arcebispo de São Salvador da Bahia, coadjuvado por Dom Francisco de São Simão, O.F.M. Ref., bispo de Cabo Verde e por Dom Vicente do Espírito Santo, O.A.D., bispo de São Tomé e Príncipe.
Tomou posse da Sé, por procuração ao chantre João Duarte da Costa, em 5 de junho de 1781. Não chegou a viajar para o Brasil, mas venceu uma querela que teve com o cabido da Sé de Salvador sobre os rendimentos de espólio de Dom Frei Antônio de São José, O.S.A. Foi eleito para a Sé de Viseu em 9 de abril de 1783, sendo confirmado em 18 de julho e dando entrada solene em 8 de dezembro.
Faleceu em Castelões, em 14 de janeiro de 1791.